# Addis Hintsa
Addis Hintsa (Debre Zeit, 30 de junho de 1987) é um futebolista profissional etíope que atua como meia.

## Carreira
Addis Hintsa representou o elenco da Seleção Etíope de Futebol no Campeonato Africano das Nações de 2013.